# Серена (персонаж «Покемона»)
Серена — вымышленный персонаж из медиа-франшизы «Покемон», принадлежащей Nintendo и Game Freak. Она впервые появилась в видеоиграх Pokémon X и Y в качестве одного из главных персонажей, доступных для выбора игроком, вместе с её другом Калем. Она также появляется в других версиях вселенной «Покемона», включая анимационный сериал в качестве путешественницы и компаньона Эша Кетчум в регионе Калос с целью стать Королевой Калоса — званием, присуждаемым лучшим тренерам покемонов в этом регионе. В манге персонаж и сюжет отличаются от видеоигр и аниме, и она известна как Ивон Габена.
Персонаж Серены был создан Кэном Сугимори и Ацуко Нишидой для видеоигр, в то время как в анимационной версии она была разработана Тошихито Хироокой, а в манге — Сатоши Ямамото. Дзюнъити Масуда, дизайнер видеоигр Pokémon, выбрал Францию в качестве фонового региона Калос, который является основным регионом в Pokémon X и Y. Поэтому все главные персонажи в этой игре, включая Каля и Серену, изображены как французы.
В японской версии Серену озвучивает актриса Маюки Макигучи, а в англоязычной — Хэйвен Пашалл.